# Marandet
Marandet (auch Marandat, Marendet und Marendett, auf Tuareg Mărăndat, historisch Maranda, auch Marenda) ist ein Dorf im Gemeindegebiet von Aderbissinat in Niger.

## Geographie
Marandet liegt auf einer Seehöhe von 483 m südwestlich der Stadt Agadez am Fuß der Geländestufe Tiguidit, die hier eine Höhe von 150 m erreicht. Beim Dorf verläuft der Kori Marandet, ein saisonal wasserführender Flusslauf.
Östlich des Dorfs befindet sich der Dinosaurierfriedhof Tawachi, wo in den Jahren 2000 und 2001 ein US-amerikanisches Paläontologen-Team um Paul Sereno unter anderem vollständig erhaltene Skelette der Gattungen Jobaria und Afrovenator freilegte. Mit Serenos Unterstützung gründete die Dorfgemeinschaft eine Organisation zur Förderung des paläontologischen Erbes, die während der Regenzeit die Fossilien vor Erosionsschäden schützt und Führungen durch den Dinosaurierfriedhof anbietet.

## Geschichte

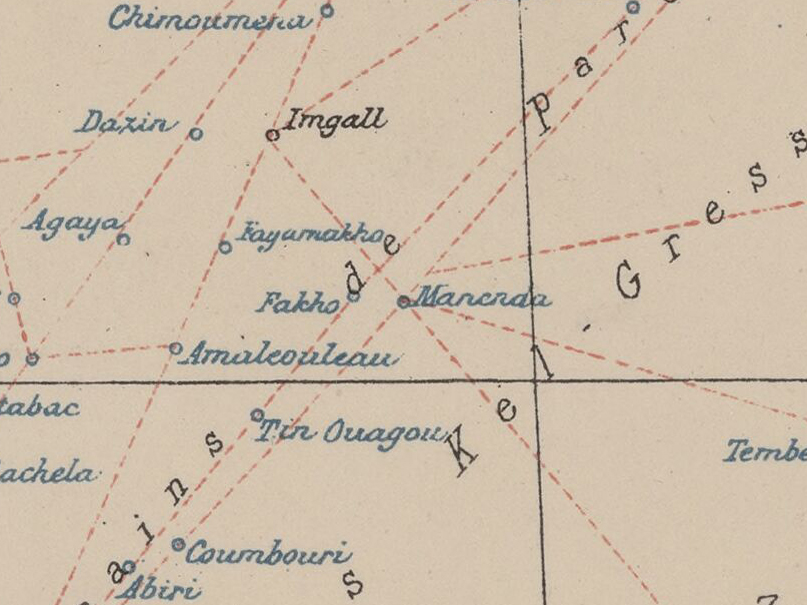
Ausschnitt einer Karte von 1903 mit Marandet (Marenda) im Zentrum

Im Gebiet um die Siedlung wurden zahlreiche Funde aus der Eisenzeit gemacht. Sie ist neben Takedda eines der alten Zentren des Gebirges Aïr. Die frühen arabischen Geografen kannten sie unter dem Namen Maranda, so nannten sie al-Yaʿqūbī im Jahr 872, al-Masʿūdī, Ibn al-Faqih und Ibn Hauqal im 10. Jahrhundert und al-Idrisi im 12. Jahrhundert.
Das französische Übersee-Forschungsinstitut Office de la Recherche Scientifique et Technique Outre-Mer (ORSTOM) betrieb in Marandet eine geomagnetische Station, die zu einem Netzwerk von mehreren hundert ORSTOM-Stationen in Westafrika gehörte, an denen in den 1950er Jahren geomagnetische Messungen vorgenommen wurden.

## Bevölkerung
Marandet hatte 743 Einwohner in 143 Haushalten bei der Volkszählung 1988, 310 Einwohner in 57 Haushalten bei der Volkszählung 2001 und 652 Einwohner in 117 Haushalten bei der Volkszählung 2012.

## Wirtschaft und Infrastruktur
Mit einem Centre de Santé Intégré (CSI) ist ein Gesundheitszentrum im Dorf vorhanden. Es gibt eine Schule. Das nigrische Unterrichtsministerium richtete 1996 gemeinsam mit dem Welternährungsprogramm der Vereinten Nationen zahlreiche Schulkantinen in von Ernährungsunsicherheit betroffenen Zonen ein, darunter eine für Nomadenkinder in Marandet. Die Niederschlagsmessstation im Ort befindet sich auf 460 m Höhe. Marandet ist über die 22 Kilometer lange Route 118 mit der Nationalstraße 25 verbunden. Es handelt sich um eine einfache Piste. Das Dorf liegt außerdem an einer Transhumanz-Route, die Richtung Süden über das Dorf Tchintaborak bis in die Region Maradi verläuft.